# Perro Callejero 2
Perro Callejero 2 es una película de drama y crimen mexicana de 1981, producida escrita y dirigida por Gilberto Gazcón, y protagonizada por Valentín Trujillo, Blanca Guerra, Patricia Rivera, Ana Luisa Peluffo, Narciso Busquets, Sergio Goyri, Rogelio González Grau, Humberto Elizondo, Sergio Barrios y Eric del Castillo. Es la secuela de la anterior película Perro Callejero (1980).
Esta segunda entrega sigue la historia de "Perro" quien después de salir de la cárcel, lucha por empezar una nueva vida y honrada apartado de la delincuencia y las drogas pero sus carencias lo obligan a volver a su viejo entorno donde las malas influencias y la desesperada necesidad de sobrevivir podrán de nuevo a prueba la voluntad del protagonista de salir adelante.

## Sinopsis
En 1976, tres años después de cumplir su sentencia en la cárcel de Lecumberri, "Perro" es liberado y regresa a su antiguo vecindario. Ahí, necesitado de un impulso para rehacer su vida, busca sin éxito al padre Maromas (Eric del Castillo) quien iba a visitarlo diario pero se mudó del barrio y se desconoce su paradero. Como no encuentra una mejor alternativa, "Perro" acepta vender drogas en la Zona Rosa para el Chava (Humberto Elizondo). Merodeando por esa zona se topa de nuevo con La Chiquis (Blanca Guerra), la chica que le gusta, quien en esos días frecuenta a un grupo de motociclistas y su consumo de drogas es más evidente.
Con el tiempo, una pequeña luz de esperanza es puesta en el camino de "Perro", quien empieza a trabajar en una herrería a cargo del padrastro de su amigo Andrés (Sergio Goyri) y donde conoce a la hermana de su amigo La Negra (Patricia Rivera), se enamora de ella y ambos empiezan una relación así como también planes de formar su propia familia. A pesar de este avance, sus problemas no acabarán porque el Tamarindo (Sergio Barrios), ahora convertido en agente de policía, extorsionará a todo el que pueda. Posteriormente, termina tendiéndole una trampa a "Perro" culpándolo de robo y éste va a dar a prisión nuevamente durante cuatro años. La Negra termina con él porque no cumplió su promesa de dejar de robar y se casa con otro hombre. Por diferentes circunstancias, "Perro" irá de un trabajo a otro mientras que su alrededor el tráfico de drogas causará numerosos problemas a sus amigos. Al cabo de un tiempo se topa de nuevo con La Chiquis ahora en la ruina total y quien empieza a presentar problemas mentales debido a su excesivo consumo de drogas además de estar embarazada.
A pesar de su situación "Perro" decide tomar como suyo al hijo de La Chiquis quien muere al dar a luz, no sin antes tenderle una trampa a Chava y el Tamarindo quienes son detenidos traicionándose el uno al otro. A partir de ahí, "Perro" y su hijo comienzan una nueva vida.

## Reparto
- Valentín Trujillo como "Perro"
- Blanca Guerra como la Chiquis
- Patricia Rivera como la Negra
- Ana Luisa Peluffo como Lola
- Narciso Busquets como Don Virginio
- Sergio Goyri como Andrés
- Rogelio González Grau como el Flautas
- Humberto Elizondo como el Chiva
- Sergio Barrios como el Tamarindo
- Eric del Castillo como el Padre Maromas
- Tere Álvarez como Brigitte
- Mario Cid como Doctor
- Mitella Cantu
- Ana María de Panamá
- Ernesto Burgueno
- Marcelo Villamil
- Martha Arlette
- Manuel de la Vega
- Blanca Álvarez
- Rodolfo Carrillo
- Guillermo Alvarado
- Jaime Reyes
- Lauro Salazar